# Dionizy Zuberbier
Dionizy Jakub Zuberbier (ur. 5 października 1900 w Warszawie, zm. 1940 w Katyniu) – polski lekarz otolaryngolog, docent w Katerze Laryngologii Uniwersytetu Warszawskiego, ofiara zbrodni katyńskiej.

## Życiorys
Syn Stanisława i Janiny ze Sznagów. Pochodził z rodziny, która przybyła do Polski ze Szwajcarii. Po ukończeniu w 1918 gimnazjum Emiliana Konopczyńskiego rozpoczął studia na Wydziale Lekarskim Uniwersytetu Warszawskiego, w maju 1919 komisja poborowa uznała go za niezdolnego do służby wojskowej. Mimo tego w maju 1920 przerwał naukę i ochotniczo wstąpił w szeregi Wojska Polskiego, aby walczyć podczas wojny polsko-bolszewickiej. Po zakończeniu działań wojennych przeszedł do rezerwy i kontynuował studia, które ukończył w 1925. Po raz pierwszy z laryngologią zetknął się podczas studiów, gdy był wolontariuszem w Klinice Laryngologicznej Uniwersytetu Warszawskiego. Po uzyskaniu dyplomu został tam asystentem, prowadził badania nad chorobami nowotworowymi w obrębie głowy i szyi. Nawiązał współpracę z dr. Franciszkiem Łukaszczykiem z Instytutu Radowego i dzięki niemu opublikował szereg prac z zakresu leczenia nowotworów krtani. W 1932 został powołany na stanowisko konsultanta w Instytucie Onkologii, równocześnie regularnie śledził wszelkie nowinki z postępu medycyny w dziedzinie otolaryngologii. Dwa lata później na podstawie pracy o leczeniu raka krtani promieniami Roentgena uzyskał veniam legendi. W 1938 pogorszył się stan zdrowia prof. Feliksa Erbricha, Rada Wydziału Lekarskiego powierzyła wówczas kierowanie Kliniką Laryngo-Otiatryczną Dionizemu Zuberbierowi i zajmował on to stanowisko do wybuchu II wojny światowej. Podczas powszechnej mobilizacji zgłosił się ochotniczo jako lekarz wojskowy w randze porucznika. Przed wyruszeniem na front wspólnie z dr. Franciszkiem Łukaszczykiem ukrył w majątku rodziny swojej żony podarowany Polsce przez Marię Skłodowską-Curie rad, który przetrwał tam do zakończenia wojny. 
Po agresji ZSRR na Polskę dostał się do niewoli sowieckiej. Przewieziony do obozu w Kozielsku. Wysłał stamtąd do rodziny kartkę pocztową, wiosną 1940 korespondencja ustała. Zamordowany przez NKWD w Katyniu. Na listach transportowych NKWD został wymieniony pod numerem 0323, pozycja 57 z dnia 14 kwietnia 1940. Jego ciało odnaleziono w 1943, podczas prac ekshumacyjnych przeprowadzonych przez Niemców w jednej ze zbiorowych mogił. Spoczywa na Polskim Cmentarzu Wojennym w Katyniu, tabliczka epitafijna nr. 4357.

## Publikacje
- Choroby nosa, gardła, krtani i uszu;
- Choroby uszu, nosa, krtani i gardzieli - rozdział w monografii Orzecznictwo lekarskie i inwalidzkie w ubezpieczeniu społecznym;
- 19 prac naukowo-badawczych z dziedziny otolaryngologii.